# PhpStorm
JetBrains PhpStorm er en kommerciel, cross-platform IDE til PHP bygget på JetBrains' IntelliJ IDEA platform, og skrevet i Java. Brugere kan udvide IDE'en ved at installere plugins udviklet af IntelliJ eller skrive deres egne plugins.
Alle funktioner der er tilgængelige i WebStorm er også inkluderet i PhpStorm. Det er f.eks. understøttelse af PHP og databaser. WebStorm kommer med forudinstallerede JavaScript plugins (såsom node.js), som også er tilgængelige for PhpStorm.